# Emwe
Emwe is een Duits historisch merk van motorfietsen.
De bedrijfsnaam was: Emwe Motoren Gesellschaft, Stettin.
Emwe begon in 1924 met haar motorfietsproductie, maar had het vanaf het begin moeilijk. Een jaar eerder waren honderden kleine Duitse merken ontstaan, die zich allemaal richtten op de na de Eerste Wereldoorlog ontstane behoefte aan goedkope, lichte vervoermiddelen. De meesten maakten het zichzelf makkelijk door inbouwmotoren van andere merken in te kopen, maar Emwe ontwikkelde zelf 300cc-tweetaktmotoren, die men bovendien voorzag van een - zeker in Duitsland ongebruikelijk ouderwetse - riemaandrijving naar het achterwiel. Tegelijk met ruim 150 andere Duitse merken moest Emwe in 1925 de productie alweer stopzetten.